# Takashi Nakano
Takashi Nakano es un fisioterapeuta, entrenador deportivo y representante de JARTA (Asociación de Entrenadores de Rehabilitación de Atletas de Japón). Nacido en la ciudad de Sakai, prefectura de Osaka. Después de graduarse de la escuela secundaria Senyo de la prefectura de Osaka, se graduó del Departamento de Educación para Niños con Discapacidades, Facultad de Educación, Universidad Osaka Kyoiku.

## Biografía
Desde el bachillerato hasta la universidad, perteneció al club de béisbol en el puesto de lanzador. En la Universidad Osaka Kyoiku, participó en el Campeonato de Japón dos veces como jardinero en el club de béisbol.
Siempre estuvo preocupado por las lesiones de hombro y codo, y aunque probó varios tratamientos, incluida la clínica osteopática local, no se curó por completo. Las continuas lesiones físicas lo inspiro a estudiar fisioterapia.
Después de graduarse de la universidad, ingresó en Aino Medical and Welfare College y obtuvo una licenciatura como fisioterapeuta. Después de eso, se unió a la corporación médica Ryokufukai Ryokufukai Hospital.
Por esta época, comenzó a trabajar como entrenador deportivo. En ese momento, todos eran voluntarios.
Después de eso, conoció a Takayoshi Ishihara (entrenador en jefe en ese momento, ahora entrenador del America Sky Blue FC) del fútbol femenino Nadeshiko League INAC Kobe, en donde fue encargado de los entrenamientos de Asuna Tanaka y Ryoko Takara que pertenecían al INAC Kobe.
También fue entrenador de los atletas Atsushi Okamoto, Ryoma Nogami, Yusei Kikuchi de Saitama Seibu Lions, Ayumi Kaihori de INAC Kobe, Kunihiro Wakabayashi del equipo de fútbol playa de Japón , Teru Yoshida del equipo de fútbol sala de Japón, Junichi Miyashita de Beijing medallista de bronce olímpico en natación.
En 2016, se convirtió en el entrenador físico de la selección japonesa de fútbol para ciegos.
Se especializa en acondicionamiento para la recuperación de lesiones y entrenamiento para mejorar el rendimiento. También defiende una visión del cuerpo y una teoría del entrenamiento basada en el concepto de artes marciales y la teoría del eje del cuerpo, diciendo que "los japoneses tienen un estilo de lucha autóctono".

## Relación con el mundo del deporte italiano
Cada año, viaja a Italia para capacitar a entrenadores certificados por JARTA. Los lugares de formación son principalmente Roma y Milán.
En el entrenamiento, visita la serie A de fútbol Inter de Milán Juvenil, SS Lazio Juvenil, etc. para orientar el entrenamiento a los jugadores jóvenes y profundizar la amistad con los entrenadores italianos.
El coordinador local es Teru Yoshida (ex Equipo Nacional de Fútbol Sala de Japón), un asesor técnico de JARTA. Nakano también es miembro del personal de CALCIO FANTASTICO, un proyecto de apoyo para estudios japoneses en el extranjero patrocinado por Kosei Yoshida.